# Lufttransport Staffel 2
Die Lufttransport Staffel 2 (LT St 2) war eine Transporthelikopter-Staffel der Schweizer Luftwaffe und gehörte zum Überwachungsgeschwader. Sie war zuletzt mit Alouette III ausgerüstet und auf dem Militärflugplatz Alpnach beheimatet.
Die Lufttransport Staffel 2 trug als Wappen die Draufsicht auf eine grauweisse Libelle mit einer grauweissen Ziffer 2 im Hintergrund. Das Abzeichen war rund, mit blauem Grund und grauweissem Aussenrand.

## Geschichte
Die Lufttransport Staffel 2 wurde 1965 als Leichtfliegerstaffel gegründet. Dies geschah zusammen mit der Gründung von drei weiteren Staffeln. Sie wurde erst dem Feldarmeekorps 2 zugeteilt. Der Flugzeugpark setzte sich aus neun Alouette-II-Helikoptern und vier Piper Super Cub zusammen. Heimatbasis war der Flugplatz Triengen.
Ab 1970 operierte die Staffel ab dem Stützpunkt Reichenbach, bis 1973 die Piper Super Cub ausgemustert wurde. Zwischen 1972 und 1974 kam noch die Alouette III dazu. Besonders erwähnenswert sind die PAL-Flüge (Flüge mit Panzerabwehr-Lenkwaffen-Einheiten) unter NOE-Bedingungen, das heisst in Boden- und Kabelnähe, zum Teil mit Atemschutzmasken, welche die LT St 2 durchgeführt hat.
Am 21. Oktober 1982 ereilte die Staffel ein schwerer Unfall zwischen Urnäsch und der Passhöhe Schwägalp, als die Alouette III V-211 mit dem Bugrad das Rossfallkabel touchierte. Der Pilot und fünf Soldaten der Füs Kp I/70 starben.
1992 wurde die Alouette II aus der Staffel ausgemustert. 1995 erfolgte aufgrund der Armeereform 95 die Umbenennung des Leichtflieger-Verbandes in Lufttransport Staffel 2 (LT St 2).
Die Lufttransport Staffel 2 wurde am 30. Juni 2000 auf dem Flugplatz Buochs aufgelöst. Für die Verabschiedung erhielt die Alouette III mit der Immatrikulation V-203 eine silberne Sonderbemalung und das Wappen der LT St 2 aufgemalt sowie der beidseitiger blauer Aufschrift "finito addio" versehen. Diese Maschine wurde dem Publikum von Major Markus Just, dem letzten Kommandanten der LT St 2 präsentiert.

## Flugzeuge

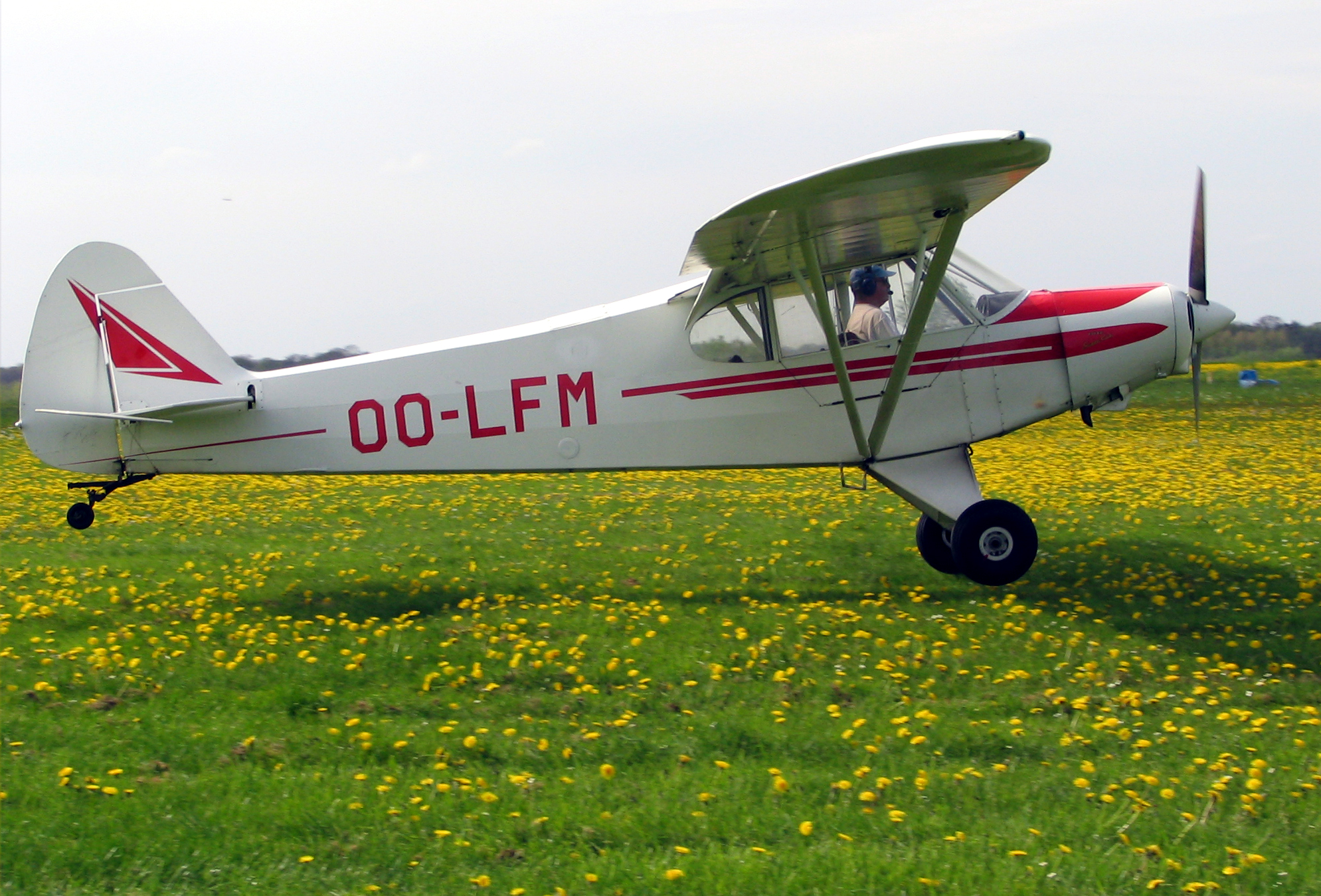
Piper Super Cub
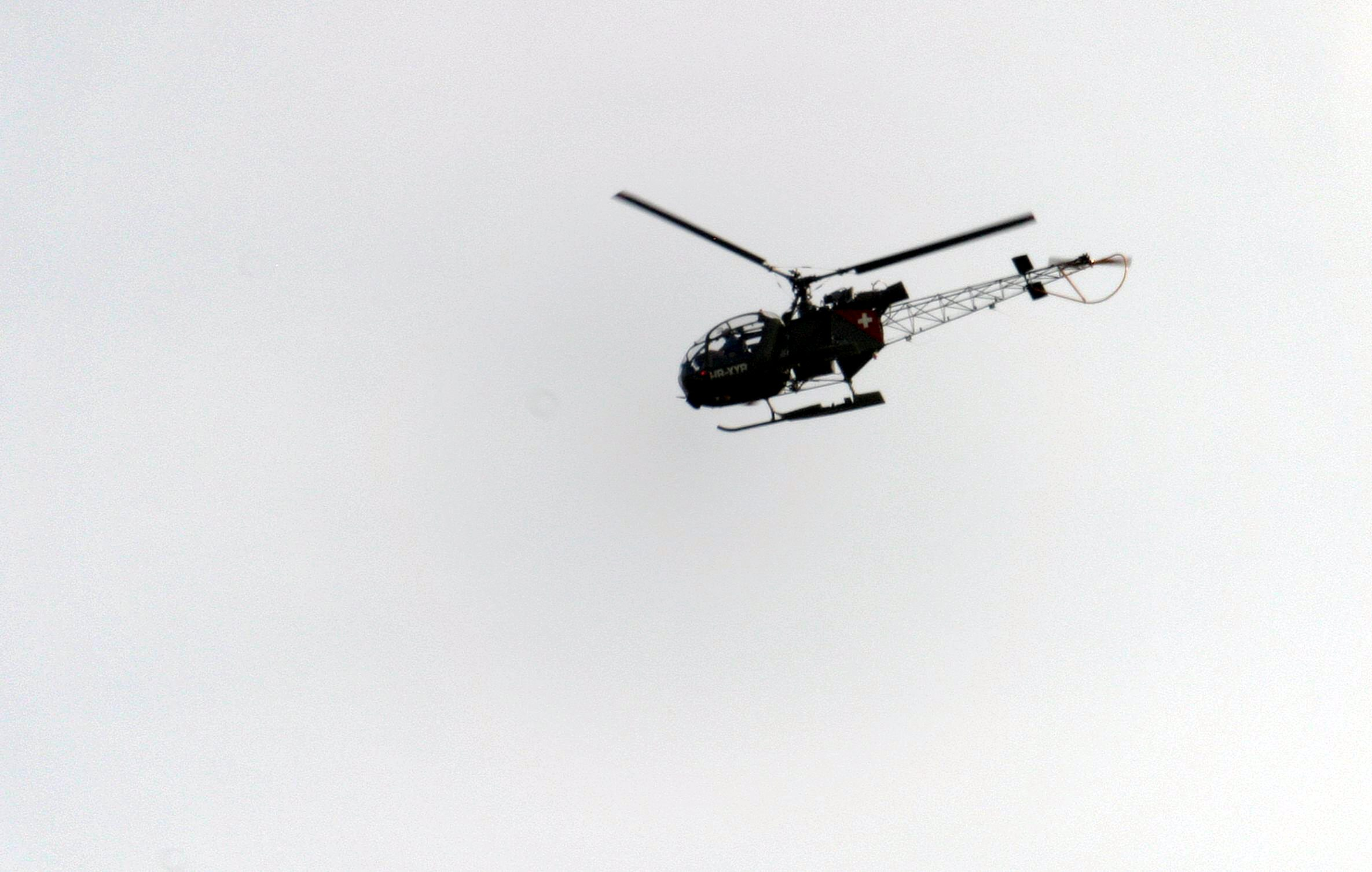
Alouette II
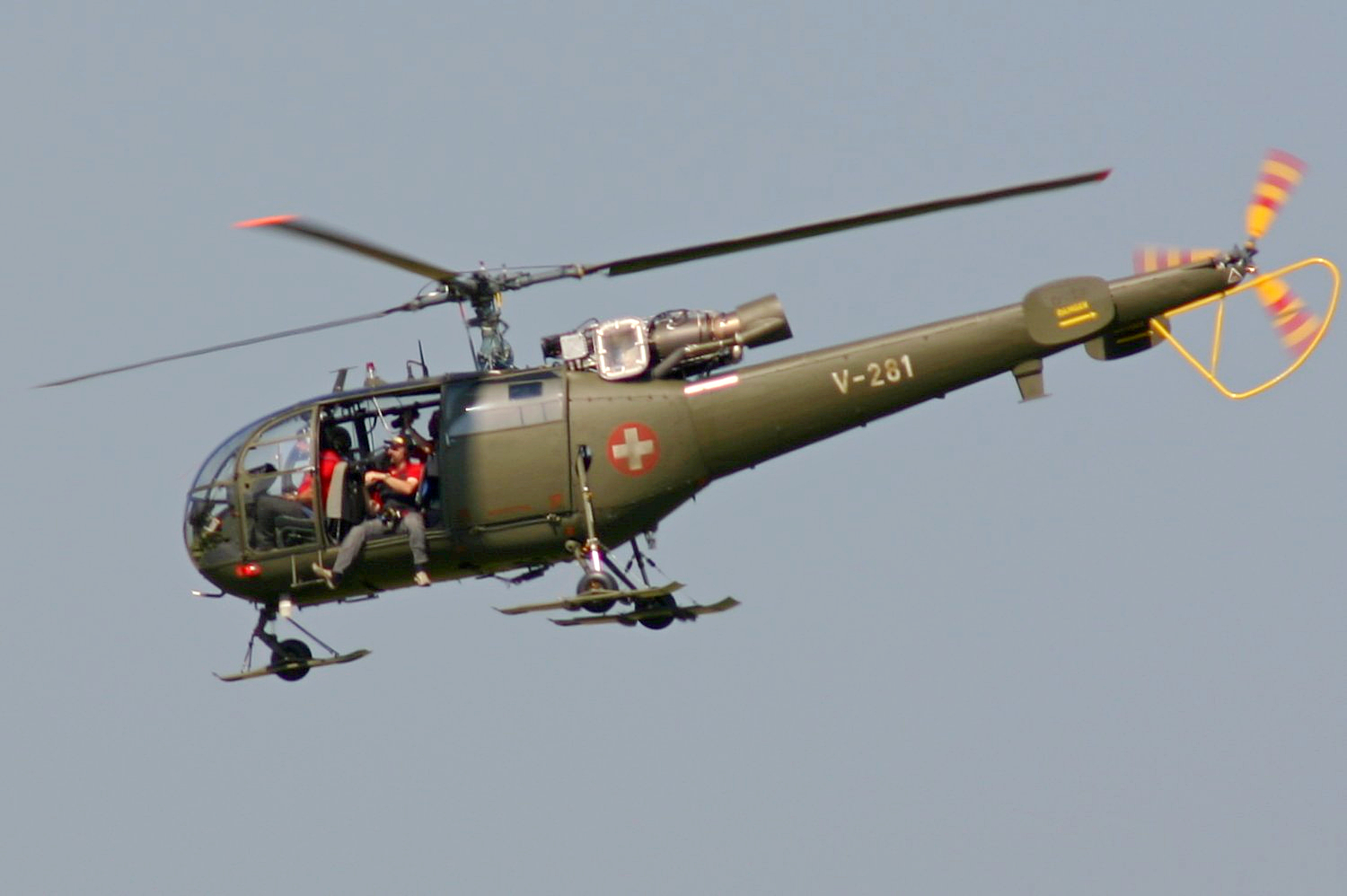
Alouette III